# Edmond van der Meerschen
Edmond Marie van der Meerschen (Brussel, 24 augustus 1839 - 7 december 1907) was een Belgisch edelman.

## Levensloop
Van der Meerschen was een zoon van Pierre van der Meerschen en Anne-Marie van Malder. Hij trouwde in 1861 in Brussel met Marie-Jeanne Crokaert (1838-1913) en ze kregen vijf kinderen.
In 1872 werd hij opgenomen in de Belgische erfelijke adel. Hij nam als wapenspreuk Laet vloeyen 't water van der Meersch.
- Eugène van der Meerschen (1862-1924), oudste zoon, advocaat, trouwde met Marguerite van Crombrugghe (1871-1948). Ze kregen zes kinderen, vier dochters en twee zoons.
  - Pierre van der Meerschen (1901-1965) trouwde met Simonne Wauquez (1911-2009). Deze tak is op de weg naar de uitdoving.
    - Alix van der Meerschen (° 1938) is getrouwd met advocaat Étienne Duvieusart (° 1935), zoon van eerste minister Jean Duvieusart

  - Maurice van der Meerschen (1902-1974), mijningenieur, jezuïet, was rector van het Institut Gramme in Luik.
- Paul van der Meerschen (1870-1922), trouwde met Marie Ledocte (1871-1951). Twee van hun zoons zorgden voor afstammelingen, tot heden.

Naast elkaar bevinden zich in Sint-Pieters-Woluwe een Van der Meerschenlaan, een Crokaertlaan en een Van Crombrugghelaan.